# IC 2488
IC 2488 — галактика типу II2m () у сузір'ї Вітрила.
Цей об'єкт міститься в оригінальній редакції індексного каталогу.